# Sergei Kharkov
Sergei Kharkov (em russo:  Сергей Харков) (Moscou, 17 de novembro de 1970) é um ex-ginasta russo, que competiu em provas de ginástica artística.
Kharkov é o detentor de três medalhas olímpicas, conquistadas em duas diferentes edições e sob duas diferentes bandeiras. Na primeira, nas Olimpíadas de Seoul em 1988, defendeu a União Soviética e subiu ao pódio na prova coletiva como o vencedor, após superar as nações da China e Japão, prata e ouro respectivamente. Durante as provas individuais por aparelhos, foi mais uma vez o campeão, agora nos exercícios de solo. Oito anos mais tarde, nos Jogos de Atlanta, subiu novamente ao pódio por equipes, e mais uma vez como o medalhista de ouro, dessa vez defendendo a Rússia.